# TKレコード
TKレコード（TK Records）は、アメリカ合衆国のレコード・レーベル。ヘンリー・ストーンが、フロリダ州マイアミに設立した。

## 歴史
1973年から74年にかけて、KC&ザ・サンシャイン・バンドやジョージ・マクレエ、ティミー・トーマスらのヒットにより、その名が知られるようになった。1974年に発表されたジョージ・マクレエの「ロック・ユア・ベイビー」は、ビルボードのポップ・チャートとソウル・チャートで1位を記録した。またKC＆サンシャイン・バンドは「ゲット・ダウン・トゥナイト」「ザッツ・ザ・ウェイ」などを大ヒットさせた。。ミュージシャンの多くは、アルストン、キャット、グレイズなどの傘下レーベルに所属していた。

## 主なアーティスト
- KC&ザ・サンシャイン・バンド
- ジョージ・マクレエ
- グエン・マクレエ
- ティミー・トーマス
- ジミー・ボ・ホーン
- ラティモア
- リトル・ビーバー
- ピーター・ブラウン
- マイアミ
- ハーマン・ケリー&ライフ
- フォクシー
- ボビー・コールドウェル
- アニタ・ワード